# Élections sénatoriales de 1946 en Charente-Maritime
 (août 2024).
Les élections sénatoriales françaises de 1946 ont lieu le 8 décembre.

## Mode de scrutin

### Première phase le 24 novembre 1946
Le système électoral commence par une élection de délégués au scrutin direct.
- Dans chaque canton, les citoyens votent pour une liste de candidats. Ces derniers sont élus à la Proportionnelle à la plus forte moyenne.
- Il y a un délégué par tranche de 300 inscrits dans le canton. Les cantons dépassant 15 000 inscrits sont divisés en sections comprises entre 5 000 et 15 000 inscrits.
- Le panachage est interdit.
- Environ 85 000 délégués sont élus durant cette phase.

### Seconde phase le 8 décembre 1946
- Les délégués élus dans les cantons le 24 novembre, ainsi que les députés et les conseillers généraux sont convoqués au chef-lieu de département pour voter pour un (ou des) "Conseiller de la République" par tranche de 500 000 habitants ou fraction de ce nombre.

Par exemple l'Ille-et-Vilaine en élit deux, étant peuplé de 578 246 personnes, soit un pour le seuil de 500 000 et un autre car elle dépasse ce seuil.
Le but est d'élire 200 Conseillers, mais le seuil d'habitants très haut ne permet pas d'atteindre ce chiffre et seulement 127 personnes sont élues directement.
- Pour obtenir les 200 élus, il est procédé à une centralisation de tous les votes obtenus dans chaque département par chaque candidat de chaque parti, dans une "commission centrale de recensement" à Paris.
- Les 73 sièges restant à pourvoir sont attribués aux partis selon la proportionnelle à la plus forte moyenne, en tenant compte des sièges déjà obtenu par chacun d'eux.
- Ensuite, ce ne sont pas les partis qui choisissent les élus. Ce sont les "meilleurs" non-élus, c'est-à-dire ceux qui ont obtenus la part de voix la plus haute dans leur département, sans toutefois être élus, qui deviennent Conseillers.

## Élus
Les cinq députés élus sont :
|   | Député sortant     |  | Groupe parlementaire | Député élu         |  | Groupe parlementaire |
| - | ------------------ |  | -------------------- | ------------------ |  | -------------------- |
| 1 | Roger Faraud       |  | SFIO                 | Roger Faraud       |  | SFIO                 |
| 2 | André Maudet       |  | SFIO                 | André Maudet       |  | SFIO                 |
| 3 | Georges Gosnat     |  | PCF                  | Georges Gosnat     |  | PCF                  |
| 4 | Pierre Truffaut    |  | MRP                  | Pierre Truffaut    |  | MRP                  |
| 5 | Christian Vieljeux |  | PRL                  | Christian Vieljeux |  | PRL                  |

## Résultats

### Élection des délégués le 24 novembre 1946
| Parti          | Parti                                          | Résultats | Résultats | Délégués | Délégués |
| Parti          | Parti                                          | Voix      | %         |          |          |
| -------------- | ---------------------------------------------- | --------- | --------- | -------- | -------- |
|                | Union des maires                               | 72 942    |           | 394      |          |
|                | Parti communiste français                      | 48 024    |           | 235      |          |
|                | Section française de l'Internationale ouvrière | 30 784    |           | 148      |          |
|                | Mouvement républicain populaire                | 19 121    |           | 99       |          |
|                | Parti républicain de la liberté                | 6 635     |           | 14       |          |
|                | Républicains indépendants                      | 5 020     |           | 13       |          |
|                |                                                |           |           |          |          |
| Inscrits       | Inscrits                                       | 270 507   | 100,00    | 903      |          |
| Votants        | Votants                                        | 188 057   |           |          |          |
| Abstention     |                                                |           |           |          |          |
| Blancs ou nuls |                                                |           |           |          |          |
| Exprimés       | Exprimés                                       | 182 526   |           |          |          |